# 燕家庄站
燕家庄站，位于中华人民共和国山东省泰安市泰山区邱家店镇，建于1974年，为中国铁路济南局集团兖州车务段管辖的四等站。
客运车现只有辛泰铁路7053/4次普通旅客列车往返经停邱家店镇。
其客货兼运。